# Heliophanus edentulus
Heliophanus edentulus là một loài nhện trong họ Salticidae.
Loài này thuộc chi Heliophanus. Heliophanus edentulus được Eugène Simon miêu tả năm 1871.